# チェプツァ駅
チェプツァ駅（ロシア語: Станция Чепца）は、ロシア連邦ウドムルト共和国ケズ地区チェプツァにある、ロシア鉄道（РЖД）の駅。シベリア鉄道上の駅で、長距離列車やエレクトリーチカが停車する。
当駅はスヴェルドロフスク鉄道支社管轄であるが、当駅からモスクワ方面はゴーリキー鉄道支社の管轄となり、当駅と1217km信号場の間にある1222km地点がゴーリキー鉄道支社とスヴェルドロフスク鉄道支社の境界となっている。

## 歴史
1899年に開業。2008年から2010年にかけて駅が再建され、長い編成の列車（最大95台の貨車）を停車できるよう、駅構内の線路4本が延伸した。

## 隣の駅
ロシア鉄道
シベリア鉄道
325・326列車
イグラ駅 - ペトゥシキ駅 - ケズ駅
353・354列車
イジェフスク駅 - ペトゥシキ駅 - ケズ駅
591・592列車
イジェフスク駅 - ペトゥシキ駅 - ペルミII駅
エレクトリーチカ
1217km信号場 - ペトゥシキ駅 - プシュミェズィ駅